# Camilian Demetrescu
Camilian Demetrescu, nome d'arte di Paul Constantin Demetrescu (Bușteni, 18 novembre 1924 – Gallese, 6 maggio 2012), è stato un pittore, scultore, scrittore e studioso di storia dell'arte romeno naturalizzato italiano.

## Dall'arte proletaria all'astrattismo mitologico
È invitato due volte alla Biennale di Venezia (nel 1971-72 – mostra Grafica Internazionale e Mostra del cinema) e al Festival dei Due Mondi di Spoleto, con una sala personale (1972). Espone in città italiane ed estere. Opere di questo periodo si trovano nella Galleria nazionale d'arte moderna di Roma, nel museo di Parma e in varie collezioni private. Nel periodo più maturo dell'astrattismo costruisce in legno una grande conchiglia alata che si apre nello spazio, intitolata Resurrezione, dedicata al prigioniero politico, scultura esposta nel Memoriale di Sighet, nel nord della Transilvania.
Il primo critico e storico d'arte italiano che si è interessato all'arte di Demetrescu è stato Giulio Carlo Argan, che ha firmato la presentazione del catalogo per la mostra personale nella galleria S.M. 13 in via Margutta di Roma nel 1970, e della mostra di Parma, allestita nel 1974 dall'Istituto di Storia dell'arte nel Palazzo delle Scuderie. 

## La svolta – il ritorno al sacro
L'impatto con Roma dopo la fuga nel mondo libero è stato determinante per Demetrescu. 

La pieve romanica dei SS. Giacomo e Filippo a Gallese nel 1977 (un anno prima del restauro).

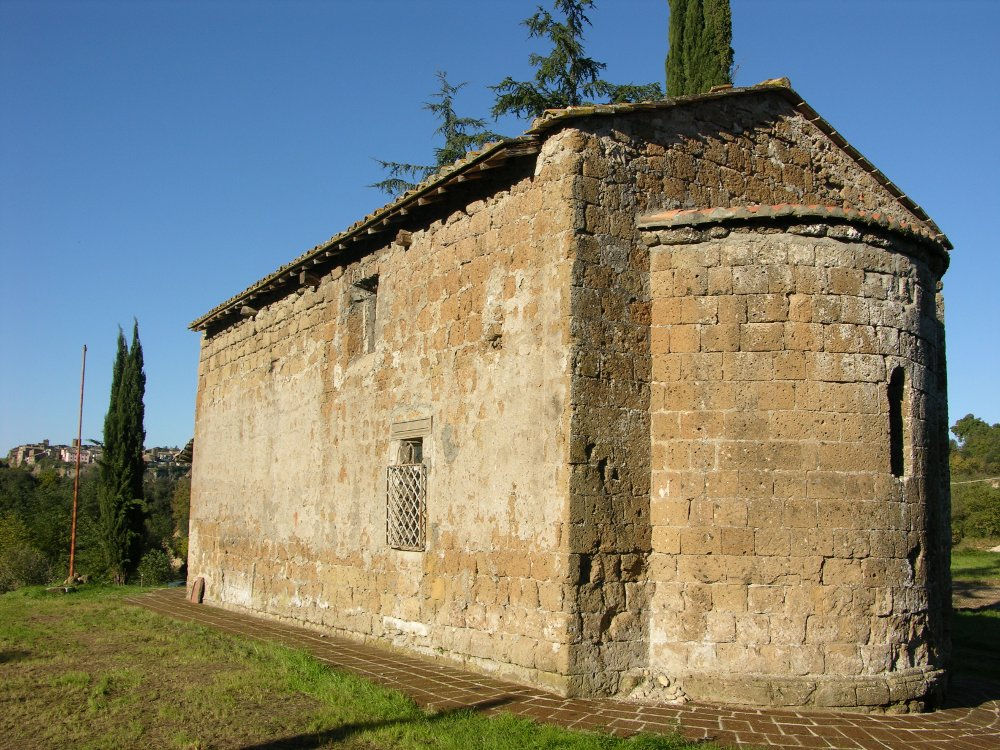
La Pieve nel 2007.

Dopo quattro anni lascia Roma (nel 1973) e si trasferisce in campagna, a Gallese (VT) dove restaura assieme alla sua famiglia e con le sue mani una pieve romanica del XII secolo (1977) dedicata ai SS. Giacomo e Filippo, che lo stesso anno viene riconsacrata. 
La sua arte, come la sua vita, subisce una svolta. In seguito ad un profondo cambiamento interiore e ad un incontro nel 1979, nell'ultima mostra d'arte astratta a Parigi, con Mircea Eliade abbandona l'astrattismo e si dedica ad un'arte ispirata al sacro. Attratto dall'iconografia medievale, i suoi lavori, sculture e dipinti, assumono uno spiccato carattere etico-religioso. La prima mostra del nuovo periodo dedicato al sacro intitolata Per sconfiggere il drago, aperta nel 1981 alla Calcografia Nazionale di Roma. 
Il suo nuovo pubblico si colloca soprattutto nei movimenti di risveglio spirituale. Al Meeting di Rimini presenta cinque mostre sui temi scottanti del nostro tempo: Per sconfiggere il drago (1982), Il Drago e l'Utopia (1983), Via Crucis Atomicae (1985), Impossibile Paradiso? (1988) e Hierofanie - simboli paralleli (1994). Gira l'Italia con le sue mostre, invitato da varie comunità, centri culturali, associazioni d'arte.

## Ecumenismo e la Divina Commedia
Nel 1982 è invitato ad eseguire per il monastero trappista di Vitorchiano il quadro votivo destinato alla beatificazione di Suor Gabriella - che offrì la sua vita per l'unità delle chiese. È l'inizio del cammino ecumenico della sua arte. In questo dipinto la Beata Gabriella, che incarna il cattolicesimo, è affiancata a sinistra dalle torri della Cattedrale di Lincoln (per la chiesa anglicana) e le cupole di Santa Sofia di Costantinopoli (per la chiesa orientale). A Vercelli realizza per la chiesa Beata Vergine di Lourdes, nel 1985, un grande arazzo raffigurante la Resurrezione di Cristo. Nel 1992-93 esegue nella chiesa Visitazione di Maria a Donada (RO) due tele di grandi dimensioni, in tempera medievale, raffiguranti Il miracolo di San Francesco di Paola sul Po, del 1926 e La visitazione di Maria ad Elisabetta.
Nel 1986 è invitato dalla Pontificia Commissione per l'arte del Vaticano - assieme a 33 artisti europei - ad illustrare la Divina Commedia, edita da Casa Dante e dalla Zecca dello Stato, nella più ampia edizione mai stampata in Italia. L'opera fu presentata nei musei Vaticani alla presenza del Papa Giovanni Paolo II.

## L'impegno culturale e politico nella diaspora
Scosso dalla parabola a Varsavia di Solidarność, nell'inverno del 1981, esegue e pubblica una cartella di litografie intitolata Pluralismo – 42 disegni sul fantasma del socialismo reale, presentata dal filosofo Rosario Assunto. 
Attivo per trent'anni nell'esilio politico, partecipa attivamente sulla stampa occidentale e della diaspora alla denuncia del totalitarismo sovietico. Nel 1983 è membro fondatore a Parigi della “Internazionale della Resistenza al Totalitarismo” costituita da esponenti dell'esilio politico dei Paesi dell'Est.
Nel 1987, due anni prima della caduta del muro di Berlino, Demetrescu partecipa a Berlino ovest ad un convegno internazionale di tre giorni dedicato a quel simbolo del comunismo reale. Sul palcoscenico del Palazzo dei Congressi sarà esposto il suo arazzo ispirato alla caduta di Gerico, dal titolo "Il Muro di Caino". Toccato dalla mano di Dio si sgretolava al suono delle sette trombe.
Nel 1989, finito il regime comunista in Romania, gira l'Italia per spiegare la rivoluzione, costituisce centri Pro-Romania e raccoglie fondi per aiuti materiali alla popolazione romena. Con il sostegno di una tipografia di Rimini, stampa a prezzo di costo la Bibbia in lingua romena e la distribuisce gratuitamente in Romania.

## I libri sui simboli e la Bibbia dei poveri
Contemporaneamente Demetrescu svolge un'intensa attività storiografica. Nel 1997 pubblica presso Il Cerchio di Rimini il primo volume sul Simbolo nell'arte romanica dal titolo Solstizio Eterno, dedicato alle basiliche S. Pietro e S. Maria Maggiore di Tuscania, il duomo di Civita Castellana, la Collegiata di Lugnano in Teverina, la cripta del duomo di Nepi. Nel 1998 esce il secondo volume Proverbi di Pietra, sulle cattedrali romaniche di Piacenza e Ferrara, opere dello stesso scultore e architetto medievale Nicholaus. È inedito il terzo volume Soglia del Paradiso, sul simbolismo del romanico longobardo a Viterbo e dintorni (Il Duomo S. Lorenzo, S. Maria Nuova, S. Giovanni in Zoccoli, S. Sisto, S. Flaviano di Montefiascone e S. Giorgio di Soriano nel Cimino). 
All'apparizione del primo volume Alfredo Cattabiani pubblica la recensione del libro su Il Giorno del 17 settembre 1997. Dopo la sua scomparsa si istituisce la Fondazione e Il Premio Alfredo Cattabiani, che, sarà conferito a Camilian Demetrescu il primo dicembre 2000.
Invitato dall'arcivescovo di Ferrara Carlo Caffarra, presenta nel 1997 i simboli della facciata del Duomo, dinanzi alla cittadinanza, con voci recitanti, musiche e movimento di luci. Un anno più tardi, su richiesta del Capitolo della Chiesa Cattedrale e dall'Assessorato alla cultura di Piacenza, spiega al popolo i simboli della facciata del Duomo e dei capitelli interni, rappresentazione replicata nel 1999. Nello stesso anno presenta i simboli della Collegiata di Lugnano in Teverina (Umbria). 

## Ritorno in patria dopo la caduta del muro
Nel 2000, invitato dal Governo romeno, espone a Bucarest una ampia mostra antologica intitolata 30 anni d'Arte in Italia, con più di trecento opere del periodo astratto e figurativo, realizzate durante il soggiorno italiano. Il 1º dicembre 2000 – festa nazionale della Romania – il presidente della Repubblica Emil Constantinescu conferisce a Camilian Demetrescu l'onorificenza Steaua Romaniei in gradul de mare ofiter (La stella della Romania in grado di grande ufficiale) per il contributo del tutto eccezionale al servizio della democrazia e della cultura romena nel mondo.
In pochi mesi realizza un lavoro ispirato dall'attentato alle Torri Gemelle che espone al Meeting di Rimini: è un arazzo intitolato Abbraccio cosmico - L'Amor che move il sole e l'altre stelle sul tema dell'amore, nel senso della Philia dei presocratici. Nel 2003 espone l'arazzo nel Duomo San Lorenzo di Viterbo, nel quadro del Convegno Nazionale Ecumenico.

## Retrospettiva romana – le Hierofanie in Vaticano
Nel 2004 apre a Roma la Mostra antologica intitolata Hierofanie - la forza del simbolo tra nichilismo e speranza - 35 anni d'arte in Italia - arazzi, sculture in legno, dipinti e grafica - allestita in due sedi romane: all'Accademia di Romania opere del primo periodo astratto e nella Basilica Santa Maria degli Angeli e dei Martiri le opere d'arte sacra del secondo periodo.
Dopo la mostra, su invito della prefettura pontificia, si trasferiscono in Vaticano nove arazzi – il ciclo delle sei Hierofanie, l'Annunciazione, l'Abbraccio Cosmico e San Giorgio che uccide il drago rosso, patrono della Romania, circondato dagli occhi del popolo che si riaprono alla fede e alla libertà, arazzo dedicato alla rivoluzione romena del 1989. Donati da Camilian Demetrescu al papa Benedetto XVI, gli arazzi vengono collocati nelle sale per le udienze private del pontefice. L'inaugurazione si è svolta il 2 gennaio 2008.
Nel quadro dell'inaugurazione dell'Anno Paolino del 2008 espone l'arazzo Damascus – la conversione di Saulo, nella Basilica di Santa Maria degli Angeli, che verrà collocato in Vaticano, assieme agli altri lavori. Un anno più tardi finisce l'arazzo Ut Unum Sint, ispirato dall'enciclica di Giovanni Paolo II sull'ecumenismo, raffigurando Cristo con la basilica di Santa Sofia di Costantinopoli in una mano, e la Basilica di San Pietro in Vaticano nell'altra. Questi due grandi arazzi saranno esposti nella Basilica dei Santi Dodici Apostoli nel 2011, nella mostra Via Crucis Atomicae, dedicata alla passione di Cristo e ai tre calvari paralleli di Caino, Abele e dell'Uomo della storia.